# Димитър Чунков
Димитър Георгиев Чунков е български революционер, деец на Вътрешната македоно-одринска революционна организация.

## Биография
Димитър Чунков е роден през 1863 година в битолското село Гявато, тогава в Османската империя. Присъединява се към ВМОРО, заклет от Георги Попхристов, и действа като четник при Георги Сугарев в началото на Илинденско-Преображенското въстание от 1903 година. След това е четник на Иван Кафеджията и действа в Преспанско. Участва в множество от сраженията и няколко пъти е раняван. На 9 април 1943 година, като жител на Гявато, подава молба за народна пенсия, която е одобрена и отпусната от Министерския съвет на Царство България.